# كاليسبيل (مونتانا)
كاليسبيل، مونتانا هي مدينة في ولاية مونتانا الأمريكية

## التركيبة السكانية
حدّد مكتب تعداد الولايات المتحدة بيانات التركيبة السكانية لكاليسبيل في تعداد الولايات المتحدة. في ما يلي، التركيبة السكانية حسب تعدادي 2000 و2010.

### تعداد عام 2000
بلغ عدد سكان كاليسبيل 14,223 نسمة بحسب تعداد عام 2000، وبلغ عدد الأسر 6,142 أسرة وعدد العائلات 3,494 عائلة مقيمة في المدينة. في حين سجلت الكثافة السكانية 439.3 نسمة لكل كيلومتر مربع (1,137.8/ميل2). وبلغ عدد الوحدات السكنية 6,532 وحدة بمتوسط كثافة قدره 201.7 لكل كيلومتر مربع (522.4/ميل2).
وتوزع التركيب العرقي للمدينة بنسبة 95.84% من البيض و0.28% من الأمريكيين الأفارقة و1.22% من الأمريكيين الأصليين و0.56% من الأمريكيين ذوي الأصول الآسيوية و0.04% من سكان جزر المحيط الهادئ و0.39% من الأعراق الأخرى و1.66% من عرقين مختلطين أو أكثر و1.55% من الهسبانيون أو اللاتينيون من أي عرق.
بلغ عدد الأسر 6,142 أسرة كانت نسبة 30.6% منها لديها أطفال تحت سن الثامنة عشر تعيش معهم، وبلغت نسبة الأزواج القاطنين مع بعضهم البعض 42% من أصل المجموع الكلي للأسر، ونسبة 11.2% من الأسر كان لديها معيلات من الإناث دون وجود شريك، بينما كانت نسبة 3.7% من الأسر لديها معيلون من الذكور دون وجود شريكة وكانت نسبة 43.1% من غير العائلات. تألفت نسبة 36.8% من أصل جميع الأسر من عدة أفراد يعيشون في نفس المنزل ونسبة 15.5% كانت تتألف من شخص يعيش بمفرده يبلغ من العمر 65 عاماً أو أكثر. وبلغ متوسط حجم الأسرة المعيشية 2.21، أما متوسط حجم العائلات فبلغ 2.92.
بلغ العمر الوسطي للسكان 37.7 عاماً. وكانت نسبة 23.8% من القاطنين تحت سن الثامنة عشر، وكانت نسبة 9.7% بين الثامنة عشر والرابعة والعشرين عاماً، ونسبة 26.1% كانت واقعةً في الفئة العمرية ما بين الخامسة والعشرين والرابعة والأربعين عاماً، ونسبة 20.4% كانت ما بين الخامسة والأربعين والرابعة والستين، ونسبة 15.5% كانت ضمن فئة الخامسة والستين عاماً فما فوق. يوجد لكل 100 أنثى 89.0 ذكر، ويوجد لكل 100 أنثى في الثامنة عشر من عمرها فما فوق 83.5 ذكر.
بلغ متوسط دخل الأسرة في المدينة 28,567 دولارًا، أما متوسط دخل العائلة فبلغ 36,554 دولارًا. وكان متوسط دخل الذكور 29,431 دولارًا مقابل 20,122 دولارًا للإناث. وسجل دخل الفرد الخاص بالمدينة 16,224 دولارًا. وكانت نسبة 10.1% من العائلات ونسبة 15.9% من السكان تحت خط الفقر، وكان من هؤلاء نسبة 17.8% تحت سن الثامنة عشر ونسبة 13% في الخامسة والستين من العمر وما فوق.

### تعداد عام 2010
بلغ عدد سكان كاليسبيل 19,927 نسمة بحسب تعداد عام 2010، وبلغ عدد الأسر 8,638 أسرة وعدد العائلات 4,944 عائلة مقيمة في المدينة. في حين سجلت الكثافة السكانية 615.4 نسمة لكل كيلومتر مربع (1,593.9/ميل2). وبلغ عدد الوحدات السكنية 9,379 وحدة بمتوسط كثافة قدره 289.7 لكل كيلومتر مربع (750.3/ميل2).
وتوزع التركيب العرقي للمدينة بنسبة 94.22% من البيض و0.25% من الأمريكيين الأفارقة و1.29% من الأمريكيين الأصليين و0.96% من الأمريكيين ذوي الأصول الآسيوية و0.07% من سكان جزر المحيط الهادئ و0.61% من الأعراق الأخرى و2.61% من عرقين مختلطين أو أكثر و2.85% من الهسبانيون أو اللاتينيون من أي عرق.
بلغ عدد الأسر 8,638 أسرة كانت نسبة 30.8% منها لديها أطفال تحت سن الثامنة عشر تعيش معهم، وبلغت نسبة الأزواج القاطنين مع بعضهم البعض 40.4% من أصل المجموع الكلي للأسر، ونسبة 12% من الأسر كان لديها معيلات من الإناث دون وجود شريك، بينما كانت نسبة 4.8% من الأسر لديها معيلون من الذكور دون وجود شريكة وكانت نسبة 42.8% من غير العائلات. تألفت نسبة 35.7% من أصل جميع الأسر من عدة أفراد يعيشون في نفس المنزل ونسبة 14.4% كانت تتألف من شخص يعيش بمفرده يبلغ من العمر 65 عاماً أو أكثر. وبلغ متوسط حجم الأسرة المعيشية 2.26، أما متوسط حجم العائلات فبلغ 2.94.
بلغ العمر الوسطي للسكان 34.5 عاماً. وكانت نسبة 25.1% من القاطنين تحت سن الثامنة عشر، وكانت نسبة 9.6% بين الثامنة عشر والرابعة والعشرين عاماً، ونسبة 27.3% كانت واقعةً في الفئة العمرية ما بين الخامسة والعشرين والرابعة والأربعين عاماً، ونسبة 22.6% كانت ما بين الخامسة والأربعين والرابعة والستين، ونسبة 15.4% كانت ضمن فئة الخامسة والستين عاماً فما فوق. وتوزع التركيب الجنسي للسكان بنسبة 47.3% ذكور و52.7% إناث.

## المناخ
يظهر الجدول التالي التغييرات المناخية على مدار السنة لكاليسبيل:
| البيانات المناخية لـكاليسبيل        | البيانات المناخية لـكاليسبيل | البيانات المناخية لـكاليسبيل | البيانات المناخية لـكاليسبيل | البيانات المناخية لـكاليسبيل | البيانات المناخية لـكاليسبيل | البيانات المناخية لـكاليسبيل | البيانات المناخية لـكاليسبيل | البيانات المناخية لـكاليسبيل | البيانات المناخية لـكاليسبيل | البيانات المناخية لـكاليسبيل | البيانات المناخية لـكاليسبيل | البيانات المناخية لـكاليسبيل | البيانات المناخية لـكاليسبيل |
| الشهر                               | يناير                        | فبراير                       | مارس                         | أبريل                        | مايو                         | يونيو                        | يوليو                        | أغسطس                        | سبتمبر                       | أكتوبر                       | نوفمبر                       | ديسمبر                       | المعدل السنوي                |
| ----------------------------------- | ---------------------------- | ---------------------------- | ---------------------------- | ---------------------------- | ---------------------------- | ---------------------------- | ---------------------------- | ---------------------------- | ---------------------------- | ---------------------------- | ---------------------------- | ---------------------------- | ---------------------------- |
| الدرجة القصوى °ف (°م)               | 56 (13)                      | 64 (18)                      | 73 (23)                      | 85 (29)                      | 95 (35)                      | 102 (39)                     | 104 (40)                     | 105 (41)                     | 99 (37)                      | 86 (30)                      | 69 (21)                      | 58 (14)                      | 105 (41)                     |
| الحد الأقصى المتوسط °ف (°م)         | 44.9 (7.2)                   | 48.3 (9.1)                   | 60.6 (15.9)                  | 73.6 (23.1)                  | 82.4 (28.0)                  | 87.2 (30.7)                  | 93.6 (34.2)                  | 94.1 (34.5)                  | 85.4 (29.7)                  | 71.7 (22.1)                  | 55.1 (12.8)                  | 44.8 (7.1)                   | 96.1 (35.6)                  |
| متوسط درجة الحرارة الكبرى °ف (°م)   | 31.2 (−0.4)                  | 36.0 (2.2)                   | 45.6 (7.6)                   | 56.1 (13.4)                  | 65.1 (18.4)                  | 72.0 (22.2)                  | 81.4 (27.4)                  | 81.4 (27.4)                  | 69.9 (21.1)                  | 54.9 (12.7)                  | 39.6 (4.2)                   | 29.7 (−1.3)                  | 55.3 (12.9)                  |
| متوسط درجة الحرارة الصغرى °ف (°م)   | 16.4 (−8.7)                  | 18.2 (−7.7)                  | 25.1 (−3.8)                  | 31.2 (−0.4)                  | 38.5 (3.6)                   | 44.5 (6.9)                   | 48.0 (8.9)                   | 46.5 (8.1)                   | 38.4 (3.6)                   | 29.4 (−1.4)                  | 24.0 (−4.4)                  | 15.8 (−9.0)                  | 31.4 (−0.3)                  |
| الحد الأدنى المتوسط °ف (°م)         | −8.8 (−22.7)                 | −3.4 (−19.7)                 | 10.1 (−12.2)                 | 20.0 (−6.7)                  | 26.0 (−3.3)                  | 32.7 (0.4)                   | 37.4 (3.0)                   | 36.1 (2.3)                   | 27.4 (−2.6)                  | 15.1 (−9.4)                  | 5.0 (−15.0)                  | −6.6 (−21.4)                 | −18.0 (−27.8)                |
| أدنى درجة حرارة °ف (°م)             | −38 (−39)                    | −36 (−38)                    | −29 (−34)                    | −5 (−21)                     | 17 (−8)                      | 26 (−3)                      | 30 (−1)                      | 30 (−1)                      | 7 (−14)                      | −4 (−20)                     | −22 (−30)                    | −35 (−37)                    | −38 (−39)                    |
| الهطول إنش (مم)                     | 1.33 (34)                    | 0.97 (25)                    | 1.09 (28)                    | 1.24 (31)                    | 1.98 (50)                    | 2.56 (65)                    | 1.45 (37)                    | 0.99 (25)                    | 1.38 (35)                    | 1.01 (26)                    | 1.43 (36)                    | 1.56 (40)                    | 16.99 (432)                  |
| متوسط تساقط الثلوج إنش (سم)         | 12.7 (32)                    | 7.9 (20)                     | 5.7 (14)                     | 2.2 (5.6)                    | 0.2 (0.51)                   | 0.3 (0.76)                   | 0 (0)                        | 0 (0)                        | trace                        | 1.1 (2.8)                    | 9.3 (24)                     | 16.3 (41)                    | 55.7 (141)                   |
| متوسط أيام هطول الأمطار (≥ 0.01 in) | 13.7                         | 10.8                         | 11.8                         | 10.7                         | 12.4                         | 12.5                         | 7.7                          | 7.3                          | 8.2                          | 9.3                          | 13.0                         | 14.4                         | 131.8                        |
| متوسط الأيام المثلجة (≥ 0.1 in)     | 10.5                         | 7.7                          | 5.2                          | 2.7                          | 0.3                          | 0.1                          | 0                            | 0                            | 0                            | 1.2                          | 7.4                          | 11.8                         | 46.9                         |
| المصدر: NOAA,                       |                              |                              |                              |                              |                              |                              |                              |                              |                              |                              |                              |                              |                              |

## أعلام
- روبرت براي
- براد بيرد
- دونالد دبليو. شي
- ميشيل ويليامز
- غوس تومسون
- ريك دينيسون
- جيرالد بينيت
- روبرت بورنس سميث
- جاي وارد